# Espadarana durrellorum
Espadarana durrellorum е вид жаба от семейство Centrolenidae. Видът е уязвим и сериозно застрашен от изчезване.

## Разпространение
Разпространен е в Еквадор.